# Dick van Dijk
Pour les articles homonymes, voir Van Dijk.
Dirk Wouter Johannes van Dijk, dit Dick van Dijk, est un footballeur néerlandais né le 15 février 1946 à Gouda (Pays-Bas) et mort le 8 juillet 1997 à Nice (Alpes-Maritimes). 
Cet avant-centre formé au club amateur d'ONA Gouda a été révélé au FC Twente et à l'Ajax Amsterdam. Il marque le premier but de la finale de la Coupe d'Europe des clubs champions en 1971 avec le club de la capitale.

## Carrière de joueur
- 1967-1969 :  FC Twente
- 1969-1972 :  Ajax Amsterdam
- 1972-1974 :  OGC Nice
- 1974-1975 :  Real Murcie[1]

## Palmarès
- International néerlandais de 1969 à 1971 (7 sélections et 1 but marqué)
- Champion des Pays-Bas en 1970 avec l'Ajax Amsterdam
- Vainqueur de la Coupe d'Europe des clubs champions 1971 avec l'Ajax Amsterdam
- Vice-champion de France 1973 avec l'OGC Nice

## Source
- Marc Barreaud, Dictionnaire des footballeurs étrangers du championnat professionnel français (1932-1997), L'Harmattan, 1997.